# Last Call
Last Call är en svensk sång- och showgrupp från Lund som sjunger a cappella. Gruppen har sina rötter i Lundaspexarna och bildades 1992. Från att ursprungligen ha sjungit covers skriver gruppen numera all sin musik själv. Man har bland annat framträtt på Visfestivalen i Västervik, varit gästartister på Lunds Studentsångförenings "Lussikal" och spelat krogshow på Grand Hotel.
Våren 2008 fick gruppen oväntad extra uppmärksamhet då dess framträdande under festmiddagen efter doktorspromotionen vid Lunds universitet avbröts av en ursinnig attack från genusprofessorn Tiina Rosenberg som rusade fram till sångarna och skrek "fuck you" till dem. Kvartetten kommenterade själv detta på sin hemsida med att "Last Call blev offentligt utskällda, något som verkligen var på tiden".

## Medlemmar
- Henrik Béen (tenor)
- Mats Nilsson (lead)
- Henrik Widegren (baryton)
- Per Thorén, (bas)

## Diskografi
- Last Call (cd, 2005)
- Sånger från skamvrån (CD, 2008)